# Thadden
Thadden, auch Tadden, ist der Name eines alten pommerschen Adelsgeschlechts. Die Familie, deren Zweige zum Teil bis heute bestehen, gehört zum Uradel in Pommerellen und ist stammesverwandt mit einer gleichnamigen briefadeligen Linie, die Ende des 18. Jahrhunderts nobilitiert wurde.

## Geschichte

### Herkunft
Ursprünglich war die Familie im Gebiet des Deutschen Ordens der Herzöge von Pommerellen-Danzig in Ostpommern ansässig. Tadden (pol. Tadzino), der gleichnamige Stammsitz des Geschlechts, ist heute ein Ortsteil der polnischen Gemeinde Gniewino in der Woiwodschaft Pommern.
Erstmals urkundlich erwähnt wird die Familie mit Geroslaus (auch Jarislav) Taditz, das heißt Sohn des Tadde bzw. Thaddäus. Er erscheint in einer zu Danzig am 11. Juni 1334 ausgestellten Urkunde als miles (lat. Ritter).
Die Schreibweise des Namens wechselt von Tade, Thade, Thadde, Tadde und Thatt. Erst Mitte des 17. Jahrhunderts wurde Thadden bzw. Tadden, polnisch auch Tadda, gebräuchlich.

### Ausbreitung und Persönlichkeiten
Die Familie teilte sich früh in zwei Stämme mit unterschiedlichen Wappen. Ein Stamm hatte seinen Hauptsitz in Nesnachow bei Vietzig im nordwestlichen Teil des ehemaligen Landkreises Lauenburg in Pommern. Angehörige dieses Zweiges führten zeitweise auch den Namen von Nesnachow (pol. Gniesnachowski). Matthies von Nesenechouw erhielt am 10. Juni 1493 als erster einen Lehnbrief über Nesnachow von Herzog Bogislaw X. von Pommern.
Hauptsitze des zweiten Stammes waren Thadden-Enzow und Rybienke im östlichen Landkreis Lauenburg sowie Polchow, Klanin und Rutzau im Bezirk Putzig in Pomerellen. Dort erscheint am 6. Februar 1469 Peter Tadde zu Rutzau urkundlich. Mitglieder dieses Stammes nannten sich oftmals nur von Polchow (pol. Polchowki). Angehörige beider Stämme standen von 1460 bis 1637, in dieser Zeit gehörte das Land Lauenburg-Bütow zum Herzogtum Pommern-Stettin, in Lehnsgemeinschaft.
Die Brüder Claus und Stephan von Thade erhielten 1527 unter anderem die Güter Dzinzelitz, Bonswitz, Reddestow und Ribienke von den pommerschen Herzögen zu Lehn. Der Besitz der älteren Lehnsgüter wurde bestätigt. Später standen zahlreiche Angehörige der Familie in königlich preußischen Diensten und wurden Offiziere in der preußischen Armee. Georg Reinhold von Thadden war Regimentschef und Gouverneur von Glatz. Er starb kinderlos als königlich preußischer Generalleutnant der Infanterie am 8. Dezember 1784 auf seinem Gut Babenz bei Rosenberg in Westpreußen. Sein Vermögen fiel an seine Vettern aus dem Haus Reddestow.
Johann von Thadden aus dem Haus Reddestow war Chef eines Infanterieregiments, Gouverneur von Spandau und Ritter des Roten Adlerordens. Er starb 1817 als königlich preußischer Generalleutnant in Halle. Von seinen Söhnen wurde einer Oberforstmeister zu Stettin, ein weiterer war königlich preußischer Hauptmann. Christian Ludwig von Thadden starb 1794 als Oberst und Chef eines Füsilierbataillons. Er war verheiratet mit einer Tochter aus dem Adelsgeschlecht von Billerbeck. Ein Sohn aus dieser Ehe wurde königlich preußischer Oberstleutnant und Kommandeur des Garde-Schützen-Bataillons. Ernst Dietrich von Thadden wurde königlich preußischer Oberst und Flügeladjutant. Er heiratete Caroline Henriette Gräfin von Wartensleben.

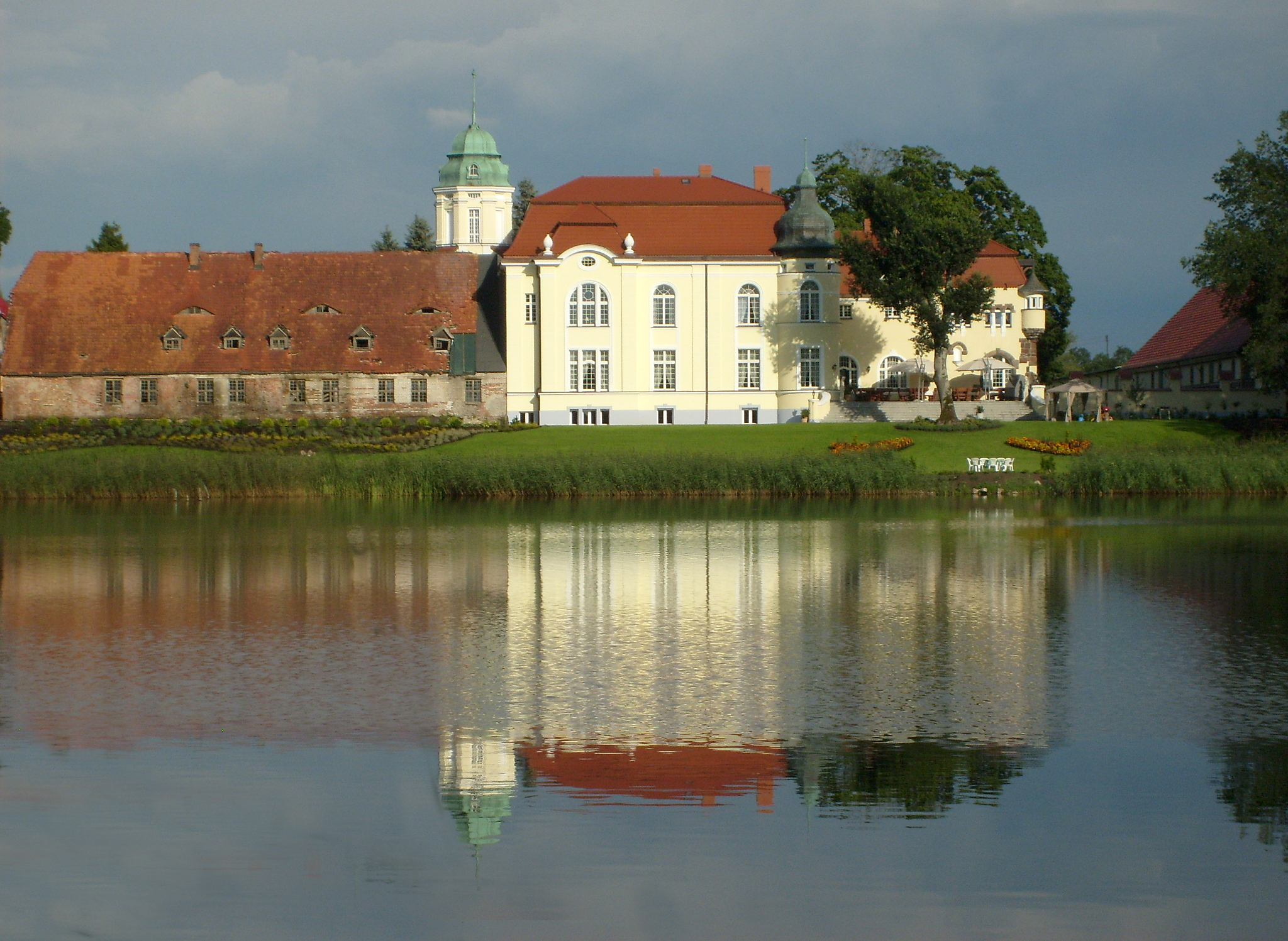
Schloss Trieglaff, Trieglaff in Hinterpommern

Ihr Sohn Adolf von Thadden-Trieglaff wurde Besitzer des Gutes Trieglaff bei Greifenberg in Pommern, das er seinem Schwiegervater abkaufte. Adolf wurde eine der Hauptpersonen der Pommerschen Erweckungsbewegung, Trieglaff zu einem Zentrum der Pietismus. Aus Protest gegen die staatskirchliche Union schloss sich der hochkonservative Adolf Thadden den Altlutheranern an. Seine Tochter Marie von Thadden-Trieglaff übte großen Einfluss auf Bismarck aus. Während Reinold von Thadden (1891–1976) und seine Schwester Elisabeth von Thadden (1890–1944) sich in der Bekennenden Kirche engagierten und Letztere 1944 als Widerstandskämpferin hingerichtet wurde, schlug ihr Halbbruder Adolf von Thadden (1921–1996) politisch eine andere Richtung ein und war von 1967 bis 1971 Bundesvorsitzender der NPD; der Vetter Eberhard von Thadden (1909–1964) war Nationalsozialist und bereitete als „Judenreferent“ im Auswärtigen Amt die Deportation der Juden Salonikis vor. Nach dem Zweiten Weltkrieg engagierten sich mehrere Familienmitglieder als Politiker, Wissenschaftler, Schriftsteller und Journalisten.

### Briefadelige Linie
Heinrich, königlich preußischer Leutnant im Feldartilleriekorps und der natürliche Sohn des 1784 verstorbenen königlich preußischen Majors Franz Heinrich von Thadden, Mitherr auf Reddestow und Mittel-Lowitz, und einer natürlichen Tochter des königlich preußischen Capitains von Schack, erhielt am 18. Dezember 1797 zu Berlin eine preußische Adelslegitimation unter Beilegung des väterlichen Namens und Wappens.

## Wappen

### Nesnachower Stamm
Das Wappen des Nesnachower Stammes zeigt in Rot einen silbernen Greif, darunter einen goldenen Stern. Auf dem Helm mit rot-silbernen Helmdecken befinden sich zwei goldene Sterne zwischen drei gestürzten silberbefiederten blauen Pfeilen.

### Polchow-Rybienker Stamm
Das Wappen des Polchow-Rybienker Stammes zeigt in Blau zwei gestürzte silberne Halbmonde übereinander, darunter einen goldenen Stern. Auf dem Helm mit blau-silbernen Helmdecken sind zwei goldene Sterne zwischen drei aufgerichteten silbernen Pfeilen zu sehen.

## Bekannte Familienmitglieder

### Stammliste der Linie Trieglaff

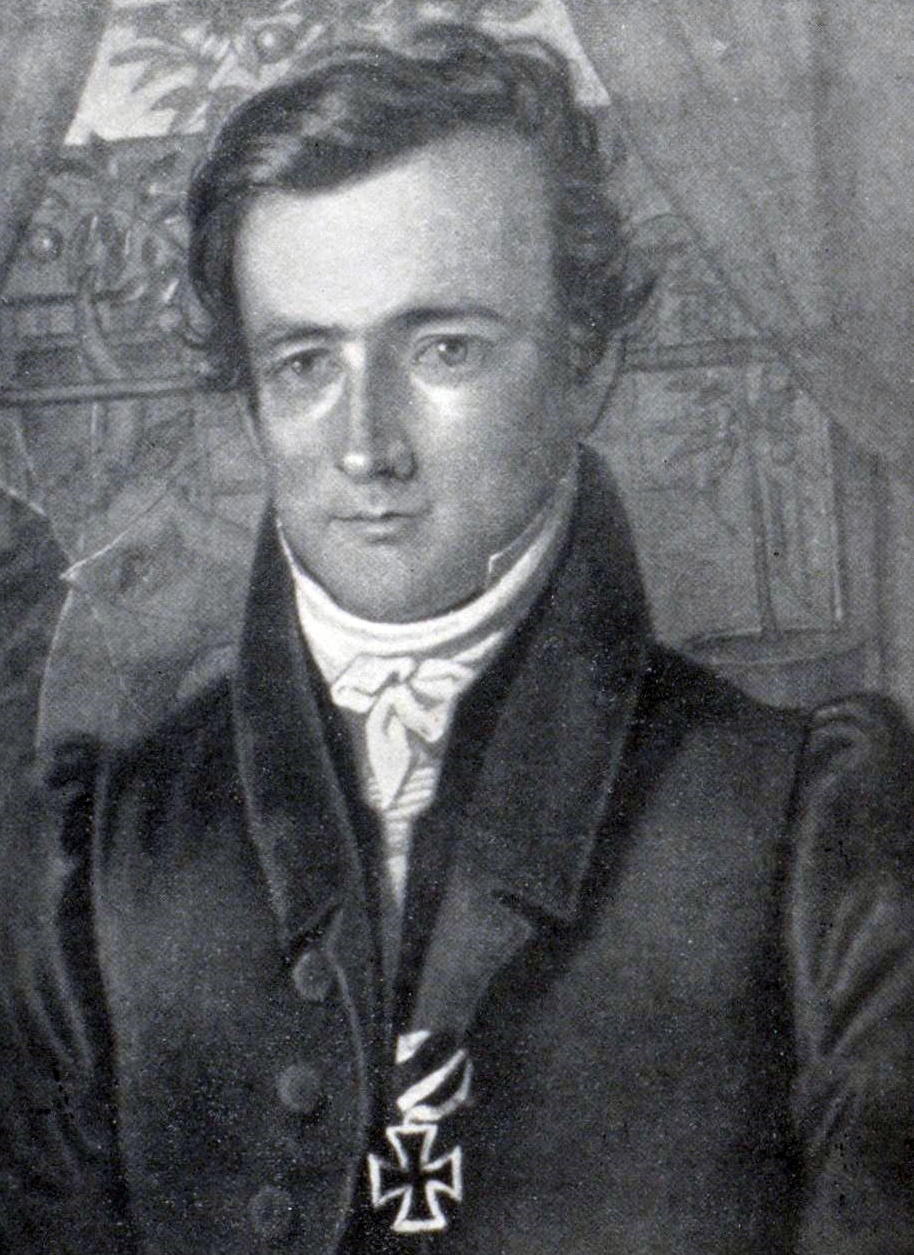
Adolf von Thadden-Trieglaff (1796–1882)

1. Adolf von Thadden-Trieglaff (1796–1882), preußischer Gutsbesitzer, konservativer Politiker und Mittelpunkt der pietistisch-protestantischen Erweckungsbewegung in Pommern; ⚭ Henriette, geb. von Oertzen (1801–1846)
  1. Marie von Thadden-Trieglaff (1822–1846), Geliebte Otto von Bismarcks; ⚭ Moritz von Blanckenburg (1815–1888), deutscher Großgrundbesitzer und Parlamentarier
  2. Reinhold von Thadden (1825–1902), Rittergutsbesitzer; ⚭ Marie Auguste Luise Aline Antonia Mathilde Witte (1834–1922), Tochter von Karl Witte
    1. Adolf Gerhard Ludwig von Thadden (1858–1932), preußischer Landrat des Kreises Greifenberg; ⚭ I Ehrengard Pauline von Gerlach (1868–1909); ⚭ II 1920 Anna Barbara Blank (1895–1972)
      1. aus I: Elisabeth von Thadden (1890–1944), deutsche Sozialarbeiterin, Pädagogin und Widerstandskämpferin gegen den Nationalsozialismus
      2. aus I: Reinold von Thadden (1891–1976), Jurist, Gutsbesitzer, Abgeordneter im Preußischen Landtag, Mitglied der Bekennenden Kirche und Gründungspräsident des Deutschen Evangelischen Kirchentages; ⚭ Elisabeth, geb. Freiin von Thüngen (1893–1988)
        1. Franz-Lorenz von Thadden (1924–1979), deutscher Politiker und Mitglied des Deutschen Bundestages; ⚭ Anna-Polixena Gräfin von Mensdorff-Pouilly (1927–2015)
          1. Johannes von Thadden (* 1956), deutscher Manager und ehemaliger Bundesgeschäftsführer der CDU; ⚭ I Gudrun von Thadden geb. Kornbrust (1958–2005); ⚭ II Małgorzata Ławrowska-von Thadden (* 1968)

        2. Rudolf von Thadden (1932–2015), deutscher Historiker; ⚭ Wiebke von Thadden, geb. Fesefeldt (* 1931), deutsche Schriftstellerin
          1. Ernst-Ludwig von Thadden (* 1959), deutscher Ökonom und Rektor der Universität Mannheim (2012–2018)
          2. Elisabeth von Thadden (* 1961), deutsche Journalistin, Literaturwissenschaftlerin und Sachbuchautorin

      3. aus I: Ehrengard Schramm, geb. von Thadden (1900–1985), deutsche Politikerin und Mitglied des Niedersächsischen Landtags; ⚭ Percy Ernst Schramm (1894–1970), deutscher Historiker
      4. aus II: Adolf von Thadden (1921–1996), deutscher Politiker
      5. aus II: Maria Wellershoff, geb. von Thadden (1922–2021), deutsche Kunsthistorikerin, Autorin und Lektorin; ⚭ Dieter Wellershoff (1925–2018), deutscher Schriftsteller

    2. Elisabeth von Oertzen, geb. von Thadden (1860–1944), deutsche Schriftstellerin; ⚭ Karl von Oertzen (1855–1907), Gutsbesitzer

  3. Gerhard von Thadden (1829–1873), preußischer Rittergutsbesitzer und konservativer Abgeordneter im Reichstag des Norddeutschen Bundes

### Weitere Familienmitglieder
- Arnold von Thadden (1869–1959), preußischer Generalmajor
- Eberhard von Thadden (1909–1964), Nationalsozialist, „Judenreferent“ des Auswärtigen Amtes 1943–1945, bereitete die Deportation der Juden Salonikis vor
- Ferdinand Leopold von Thadden (1798–1857), preußischer Oberstleutnant und erster Ehrenbürger der Stadt Aschersleben
- Georg Reinhold von Thadden (1712–1784), preußischer Generalleutnant
- Henning von Thadden (1898–1945), deutscher Generalleutnant
- Johann Leopold von Thadden (1736–1817), preußischer Generalleutnant, Chef des Infanterieregiments Nr. 3 und Ritter des Ordens Pour le Mérite
- Wilhelm von Thadden (1868–1918), preußischer Oberstleutnant, Regimentskommandeur und Ritter des Ordens Pour le Mérite

## Weitere Literatur Briefadel
- Gothaisches Genealogisches Taschenbuch der Adeligen Häuser 1934, Teil B (Briefadel). Zugleich Adelsmatrikel der Deutschen Adelsgenossenschaft. Justus Perthes, Gotha 1933.
- Gothaisches Genealogisches Taschenbuch der Adeligen Häuser. Alter Adel und Briefadel. 1925. Zugleich Adelsmatrikel der vereinigten Dt. Adelsverbände, Justus Perthes, Gotha 1924.